# Vargem Grande do Rio Pardo
Vargem Grande do Rio Pardo é um município brasileiro do estado de Minas Gerais. Sua população recenseada em 2022 era de 4 633 habitantes.

## Geografia
Está localizado na mesorregião do Norte de Minas e microrregião de Salinas. Compõe com outros municípios da região o Alto Rio Pardo.